# Kanton (Kiribati)
Kanton (englisch Kanton Island, früher Canton, auch Abariringa) ist das größte, nördlichste und derzeit einzige bewohnte Atoll der Phoenixinseln im pazifischen Inselstaat Kiribati. Es liegt im zentralen Pazifischen Ozean, etwa auf dem halben Weg zwischen Fidschi und Hawaii.

## Geographie
Kanton ist ein ringförmiges Korallen-Atoll, besteht allerdings nur aus einer schmalen, fast geschlossenen Hauptinsel, die sich über einen Umfang von 37 km erstreckt, mit nur einer Unterbrechung im Westen, wo auch die kleine Insel (Motu) Spam Island (4,4 Hektar) liegt. Am Eingang zur Lagune südlich von Spam Island steht der Leuchtturm Musick Light. Die Landfläche beträgt insgesamt etwa 9,15 km², umschließt indes eine relativ große Lagune von 50 km². Auf der Hauptinsel in der einzigen Ansiedlung im Westen des Atolls, Tebaronga, leben 41 Menschen (Stand 2020). Im Norden des Atolls liegt der Flugplatz Canton Island Airport (IATA-Code CIS, ICAO-Code PCIS), mit einer Landebahnlänge von 1900 m (6230 Fuß). Er wurde während des Zweiten Weltkriegs gebaut und war zeitweise ein wichtiger Stützpunkt für den transpazifischen Luftverkehr, wurde jedoch 1975 geschlossen und steht nur noch als Notlandeplatz zur Verfügung.

## Geschichte
Die Entdeckung Kantons erfolgte am 5. August 1824 durch zwei britische Walfangschiffe aus London: Die Phoenix unter Kapitän John Palmer, und die Mary unter Kapitän Edward Reed. Die Insel erhielt (nach der Gattin des Schiffseigners der Mary) den Namen „Mary Ballcotts (eigentlich Boulcott’s) Island“.
Der heutige Name des Atolls ist auf ein Schiffsunglück zurückzuführen: Am 4. März 1854 lief der Walfänger Canton vor den Riffen der Insel auf Grund. Commander R. W. Meade, ein Überlebender der damaligen Schiffsbesatzung, die mit den Beibooten in einer 49-tägigen Irrfahrt Guam erreichte, benannte die Insel 1872 in Erinnerung an dieses Abenteuer nach dem gestrandeten Walfänger.
Großbritannien und die Vereinigten Staaten vereinbarten 1939, das Atoll für 50 Jahre gemeinsam zu kontrollieren.
Am 12. Juli 1979, dem Tag der Unabhängigkeit des Staates Kiribati, wurde es Teil dieses neuen Inselstaates.
2010 entdeckte Alex Bond, der sich mit einer Yacht auf der Überfahrt von Hawaii nach Fidschi befand, dass die Bewohner der Insel unter Lebensmittelknappheit litten. Ein wichtiges Versorgungsschiff war nicht eingetroffen, so hatten sie sich über mehrere Monate nur von Kokosnüssen und Fisch ernähren müssen. Bond kontaktierte mit seinem Satellitentelefon die US-Küstenwache, die Nahrungsmittellieferungen veranlasste.

## Bevölkerungsentwicklung
| Zensus    | 1947 | 1963    | 1968 | 1973 | 1978 | 1985 | 1990 | 1995 | 2000 | 2005 | 2010 | 2015 | 2020 |
| --------- | ---- | ------- | ---- | ---- | ---- | ---- | ---- | ---- | ---- | ---- | ---- | ---- | ---- |
| Tebaronga | 984  | 1.018 ▲ | 0 ▼  | 0 ▬  | 0 ▬  | 24 ▲ | 45 ▲ | 83 ▲ | 61 ▼ | 41 ▼ | 31 ▼ | 20 ▼ | 41 ▲ |
| Gesamt    | 984  | 1.018 ▲ | 0 ▼  | 0 ▬  | 0 ▬  | 24 ▲ | 45 ▲ | 83 ▲ | 61 ▼ | 41 ▼ | 31 ▼ | 20 ▼ | 41 ▲ |